# Yohan Le Berre
Yohan Le Berre (Lagny-sur-Marne, 20 de septiembre de 1987) es un deportista francés que compitió en duatlón. Ganó una medalla en el Campeonato Mundial de Duatlón de 2018, y tres medallas en el Campeonato Europeo de Duatlón entre los años 2016 y 2018.

## Palmarés internacional
| Campeonato Mundial | Campeonato Mundial  | Campeonato Mundial | Campeonato Mundial |
| Año                | Lugar               | Medalla            | Prueba             |
| ------------------ | ------------------- | ------------------ | ------------------ |
| 2018               | Fionia ( Dinamarca) | Medalla de plata   | Individual         |
| Campeonato Europeo |                     |                    |                    |
| Año                | Lugar               | Medalla            | Prueba             |
| 2016               | Kalkar ( Alemania)  | Medalla de bronce  | Individual         |
| 2017               | Soria ( España)     | Medalla de bronce  | Individual         |
| 2018               | Ibiza ( España)     | Medalla de oro     | Individual         |